# Střížovice (Chlumec)
Střížovice (deutsch Strisowitz, auch Strizowitz) ist ein Ortsteil der Gemeinde Chlumec in Tschechien.

## Geographie
Střížovice liegt vier Kilometer nordwestlich des Stadtzentrums von Ústí nad Labem an dessen Stadtrand und gehört zum Okres Ústí nad Labem. Die Ortslage befindet sich in den Ausläufern des Böhmischen Mittelgebirges am nordwestlichen Fuße des Střížovický vrch (Strisowitzer Berg, auch Steinberg, 341 m). Südöstlich des Dorfes liegt am Fuße des Berges der uralte Zapfenteich.
Nachbarorte sind Podhoří im Norden, Všebořice im Nordosten, Bukov im Osten, Klíše im Südosten, Předlice im Süden, Český Újezd und Chabařovice im Westen sowie Chlumec im Nordwesten.
Die umliegenden Dörfer Hrbovice (Herbitz) im Süden und Vyklice (Wiklitz) im Südwesten fielen dem Braunkohlenbergbau zum Opfer.

## Geschichte
Das als Rundling angelegte Dorf ist wahrscheinlich eine slawische Gründung aus dem 11. oder 12. Jahrhundert und war ursprünglich Teil der Herrschaft Krupka. 1429 erwarb Hans von Schöbritz das Dorf Strziezow und schlug es seiner Herrschaft Schöbritz zu. Im Jahre 1513 kauften die Herren von Kölbel auf Kulm den Ort mit Ausnahme eines, dem Gute Prödlitz untertänigen Hauses. Das Dorf wurde an den Meierhof Böhmisch Neudörfel angeschlossen. Im Jahre 1600 bestand Strisowitz aus 13 Wirtschaften. Nach der Schlacht am Weißen Berg wurden 1623 die Güter der Kölbel konfisziert und an die Herren von Strahlendorf verkauft. Ihnen folgten ab 1640 die Kolowrat-Krakowsky. In der berní rula von 1654 sind für Strisowitz sieben Bauern- und sechs Kleinbauernwirtschaften ausgewiesen, von denen vier wüst lagen. Johann Franz Kolowrat-Krakowsky ließ 1695 auf Grund einer Wette auf dem Dorfplatz den 26,5 m tiefen Goldenen Brunnen mit einem zwiebelturmgekrönten Brunnenhaus mit Haspel angelegen. An der Sandsteinumfassung des Brunnens ließ er die Inschrift Amor Dei et proximi causa fontis anbringen. Bis zur Mitte des 19. Jahrhunderts blieb der größte Teil von Strisowitz immer der Herrschaft Kulm und ein geringer Anteil zu Türmitz untertänig. Schulort war Schöbritz und die Pfarre war in Gartitz. Ab der Mitte des 19. Jahrhunderts bildete Strisowitz eine Gemeinde im Gerichtsbezirk Karbitz bzw. im Bezirk Außig.
Im Jahre 1852 wurde neben dem Brunnenhaus die Kapelle der hl. Anna errichtet. 1853 lebten in den 16 Häusern von Strisowitz 98 Menschen. 1887 war noch ein Haus hinzugekommen und die Einwohnerzahl hatte sich auf 109 erhöht. In der zweiten Hälfte des 19. Jahrhunderts wurde am Strisowitzer Berg ein Steinbruch betrieben und der Tephrittuff zu Schotter verarbeitet. Nach dem Münchner Abkommen erfolgte 1938 die Angliederung an das Deutsche Reich. 1939 lebten in der Gemeinde im Landkreis Aussig 81 Menschen. Nach dem Zweiten Weltkrieg wurde die deutsche Bevölkerung vertrieben und Tschechen angesiedelt. 1947 kam die Gemeinde zum Okres Ústí nad Labem-okolí. Ab 1961 gehörte das Dorf wieder zum Okres Ústí nad Labem und wurde zugleich nach Český Újezd eingemeindet. Im Jahre 1968 wurde das Brunnenhaus des Goldenen Brunnens abgebaut und in den Skanzen von Zubrnice umgesetzt. Die Reste der verfallenen Kapelle der hl. Anna wurden 1970 zu einem Spritzenhaus umgebaut. 1976 erfolgte die Eingliederung in die Stadt Ústí nad Labem. Seit 1999 ist Střížovice ein Ortsteil der Gemeinde Chlumec.

## Entwicklung der Einwohnerzahl
| Jahr | Einwohnerzahl |
| ---- | ------------- |
| 1869 | 98            |
| 1880 | 109           |
| 1890 | 85            |
| 1900 | 108           |
| 1910 | 124           |

| Jahr | Einwohnerzahl |
| ---- | ------------- |
| 1921 | 109           |
| 1930 | 94            |
| 1950 | 60            |
| 1961 | 58            |
| 1970 | 46            |

| Jahr | Einwohnerzahl |
| ---- | ------------- |
| 1980 | 27            |
| 1991 | 18            |
| 2001 | 29            |
| 2011 | 33            |

## Legende vom Goldenen Brunnen
1695 soll Johann Franz Kolowrat-Krakowsky wird anderen Adligen am Dorfplatz von Strisowitz gerastet haben und bei gelöster Stimmung geprahlt haben, dort einen Teich anzulegen. Seine Begleiter bezweifelten, dass aus dem steinigen Grund am Rande des Mittelgebirges Wasser zu holen wäre. Der darüber erboste Johann Franz Kolowrat erklärte, mit Hilfe Gottes lässt sich sicher Wasser finden, und ließ den Brunnen graben und Teiche anlegen. Bis zur Mitte des 19. Jahrhunderts wurde in der ersten Adventswoche des angeblichen Wunders gedacht.

## Sehenswürdigkeiten
- Sühnekreuz, am südlichen Ortseingang
- Kruzifix am ehemaligen Brunnen, geschaffen 1736
- Weißes Kreuz, am Weg nach Bärenhecke, aus dem Jahre 1804
- Rotes Kreuz an der Straße nach Český Újezd